# Die Nacht hinter dem Dreiecksfenster – The Night Beyond the Tricornered Window
Die Nacht hinter dem Dreiecksfenster – The Night Beyond the Tricornered Window (jap. さんかく窓の外側は夜 Sankaku Mado no Sotogawa wa Yoru) ist eine Manga-Serie von Tomoko Yamashita, die in Japan von 2013 bis 2020 erschien. Die Mystery-Serie erzählt von einem Geisterjäger und einem von ihm oft für seine Zwecke eingesetzten Medium. Die 2021 entstandene Anime-Umsetzung wurde international als The Night Beyond the Tricornered Window bekannt.

## Inhalt
Der Buchladenmitarbeiter Kosuke Mikado (三角 康介) ist schon immer empfindlich für übernatürliche Geschehnisse um ihn herum. Eines Tages trifft er zufällig auf den Geisterjäger Rihito Hiyakawa (冷川 理人), der ihn sofort für sich einspannt und sich Mikados Kräfte zunutze machen will. Der will damit eigentlich lieber nichts zu tun haben, da ihn seine Fähigkeiten seit seiner Kindheit plagen und nur Ärger gemacht haben. Zudem ist Hiyakawa nicht nur als Geisterjäger furchtlos, sondern auch schamlos im Umgang mit Mikado, in dessen Körper er eindringt, um sich seine Kräfte zunutze zu machen. Doch in einer Mischung aus Hoffnung, durch Hiyakawa seine Fähigkeiten unter Kontrolle zu bekommen, und dem Druck den der Geisterjäger auf ihn ausübt, macht er schließlich mit. Gemeinsam gehen sie einer Reihe von übernatürlichen Ereignissen nach, die meist auf eine Oberschülerin zurückgehen: Erika Hiura (非浦 英莉可). Die wird von ihrer Familie eingesetzt, um im Auftrag anderer Tote zu beschwören und Personen zu verfluchen. So liefern sie sich mit Erika und ihren Beschützern ein Katz-und-Maus-Spiel, in das auch die Polizei involviert ist. Die ist oft Auftraggeber für Hiyakawa, der einst in einem Polizeieinsatz aus einer Sekte befreit wurde, die seine Fähigkeiten für sich einsetzte. Am Ende aber war es der abgeschottet aufgewachsene Hiyakawa, der durch eine plötzliche Erkenntnis über seine Kräfte die meisten der Sektenangehörigen ums Leben brachte.

## Veröffentlichung
Der Manga erschien von März 2013 bis Dezember 2020 im Magazin Be×Boy bei Libre Publishing. Der Verlag brachte die Kapitel auch gesammelt in zehn Bänden heraus. Diese verkauften sich je etwa 20.000 Mal in der ersten Woche nach Veröffentlichung.
Auf Deutsch erschien der Manga von April 2022 bis September 2023 bei Planet Manga in allen zehn Bänden in einer Übersetzung von Burkhard Höfler. Eine englische Übersetzung der Serie kam bei SuBLime heraus. Bei Magic Press erschien eine italienische Fassung.

## Realfilm
Am 22. Januar 2021 kam in Japan ein Spielfilm zum Manga heraus. Die Hauptrollen übernahmen Jun Shison (Kosuke Mikado) und Masaki Okada (Rihito Hiyakawa). Regie führte Yukihiro Morigaki und das Drehbuch schrieb Tomoko Aizawa.

## Anime-Fernsehserie
Bei Studio Zero-G entstand eine Adaption des Mangas als Anime-Serie für das japanische Fernsehen. Die 12 Folgen entstanden unter der Regie von Daiji Iwanaga und Yoshitaka Yasuda nach Drehbüchern von Ayumi Sekine. Das Charakterdesign entwarf Yoshitaka Yasuda und die künstlerische Leitung lag bei Masazumi Matsumiya. Für den Ton war Ryousuke Naya verantwortlich, für die Kameraführung Tomomi Saitou.
Die Serie wurde vom 3. Oktober bis 19. Dezember 2021 von den Sendern Tokyo MX, Sun TV, BS Fuji ausgestrahlt. International wurde der Anime über die Plattform Crunchyroll per Streaming veröffentlicht, darunter mit englischen und deutschen Untertiteln.

### Synchronisation
| Rolle           | Japanische Stimme (Seiyū) |
| --------------- | ------------------------- |
| Kōsuke Mikado   | Nobunaga Shimazaki        |
| Rihito Hiyakawa | Wataru Hatano             |
| Erika Hiura     | Chika Anzai               |
| Sensei          | Hiroaki Hirata            |
| Kazuomi Sakaki  | Junichi Suwabe            |
| Hiroki Hanzawa  | Satoshi Mikami            |
| Keita Mukae     | Sōma Saitō                |

### Musik
Die Musik der Fernsehserie wurde komponiert von Evan Call. Der Vorspann der Serie ist unterlegt mit dem Lied Saika von Frederic und das Abspannlied ist Breakers von Wataru Hatano.